# 2010-es labdarúgó-világbajnokság-selejtező (CONCACAF, 4. forduló)
A 2010-es labdarúgó-világbajnokság észak-amerikai selejtezőjének 4. fordulójának mérkőzéseit tartalmazó lapja. A harmadik forduló három csoportjából továbbjutó hat nemzet körmérkőzéses rendszerben játszott. A csoport első három helyezettje kijutott a világbajnokságra, a negyedik helyezett pedig interkontinentális pótselejtezőt játszik a CONMEBOL zóna 5. helyezettjével.

## Tabella
| Hely. | Csapat             | M  | Gy | D | V | G+ | G– | Gk  | P  | Továbbjutás                         |     | Amerikai Egyesült Államok | Mexikó | Honduras | Costa Rica | Salvador | Trinidad és Tobago |
| ----- | ------------------ | -- | -- | - | - | -- | -- | --- | -- | ----------------------------------- | --- | ------------------------- | ------ | -------- | ---------- | -------- | ------------------ |
| 1.    | Egyesült Államok   | 10 | 6  | 2 | 2 | 19 | 13 | +6  | 20 | Kijutott a 2010-es világbajnokságra |     | —                         | 2–0    | 2–1      | 2–2        | 2–1      | 3–0                |
| 2.    | Mexikó             | 10 | 6  | 1 | 3 | 18 | 12 | +6  | 19 | Kijutott a 2010-es világbajnokságra |     | 2–1                       | —      | 1–0      | 2–0        | 4–1      | 2–1                |
| 3.    | Honduras           | 10 | 5  | 1 | 4 | 17 | 11 | +6  | 16 | Kijutott a 2010-es világbajnokságra |     | 2–3                       | 3–1    | —        | 4–0        | 1–0      | 4–1                |
| 4.    | Costa Rica         | 10 | 5  | 1 | 4 | 15 | 15 | 0   | 16 | Interkontinetális pótselejtező      |     | 3–1                       | 0–3    | 2–0      | —          | 1–0      | 4–0                |
| 5.    | Salvador           | 10 | 2  | 2 | 6 | 9  | 15 | −6  | 8  |                                     |     | 2–2                       | 2–1    | 0–1      | 1–0        | —        | 2–2                |
| 6.    | Trinidad és Tobago | 10 | 1  | 3 | 6 | 10 | 22 | −12 | 6  |                                     | 0–1 | 2–2                       | 1–1    | 2–3      | 1–0        | —        |                    |

## Mérkőzések
| 2009. február 11. 19:00 (UTC–5) |

| Egyesült Államok  | 2–0               | Mexikó      |
| ----------------- | ----------------- | ----------- |
| Bradley 43' 90+1' | (1–0) Jegyzőkönyv | Márquez 65′ |

| Columbus Crew Stadion, Columbus Nézőszám: 23 776 Játékvezető: Batres (guatemalai) |

| 2009. február 11. 19:00 (UTC–6) |

| Salvador       | 2–2               | Trinidad és Tobago                       |
| -------------- | ----------------- | ---------------------------------------- |
| Romero 79' 90' | (0–2) Jegyzőkönyv | Edwards 7' Yorke 27' (11-esből) 44′, 90′ |

| Cuscatlán Stadion, San Salvador Nézőszám: 25 000 Játékvezető: Rodríguez (mexikói) |

| 2009. február 11. 20:30 (UTC–6) |

| Costa Rica      | 2–0               | Honduras |
| --------------- | ----------------- | -------- |
| Furtado 48' 59' | (0–0) Jegyzőkönyv |          |

| Ricardo Saprissa Aymá Stadion, San José Nézőszám: 18 000 Játékvezető: Aguilar (salvadori) |

| 2009. március 28. 17:00 (UTC–6) |

| Mexikó                         | 2–0               | Costa Rica |
| ------------------------------ | ----------------- | ---------- |
| Bravo 20' Pardo 53' (11-esből) | (1–0) Jegyzőkönyv |            |

| Azték Stadion, Mexikóváros Nézőszám: 90 000 Játékvezető: Vaughn (egyesült államokbeli) |

| 2009. március 28. 19:00 (UTC-4) |

| Trinidad és Tobago | 1–1               | Honduras  |
| ------------------ | ----------------- | --------- |
| Jones 88'          | (0–0) Jegyzőkönyv | Pavón 50' |

| Hasely Crawford Stadion, Port of Spain Nézőszám: 23 500 Játékvezető: Walter Quesada (Costa Rica-i) |

| 2009. március 28. 19:11 (UTC–6) |

| Salvador                     | 2–2               | Egyesült Államok        |
| ---------------------------- | ----------------- | ----------------------- |
| Quintanilla 19' Castillo 72' | (1–0) Jegyzőkönyv | Altidore 77' Hejduk 88' |

| Cuscatlán Stadion, San Salvador Nézőszám: 30 350 Játékvezető: Archundia (mexikói) |

| 2009. április 1. 18:57 (UTC–5) |

| Egyesült Államok     | 3–0               | Trinidad és Tobago |
| -------------------- | ----------------- | ------------------ |
| Altidore 13' 71' 89' | (1–0) Jegyzőkönyv |                    |

| LP Field, Nashville Nézőszám: 27 958 Játékvezető: Moreno (panamai) |

| 2009. április 1. 19:30 (UTC–6) |

| Honduras                 | 3–1               | Mexikó                                   |
| ------------------------ | ----------------- | ---------------------------------------- |
| Costly 17' 79' Pavón 43' | (2–0) Jegyzőkönyv | Castillo 82' (11-esből) Salcido 64′, 88′ |

| Olimpiai Stadion, San Pedro Sula Nézőszám: 28 000 Játékvezető: Ward (kanadai) |

| 2009. április 1. 20:00 (UTC–6) |

| Costa Rica  | 1–0               | Salvador |
| ----------- | ----------------- | -------- |
| Centeno 69' | (0–0) Jegyzőkönyv |          |

| Ricardo Saprissa Aymá Stadion, San José Nézőszám: 19 200 Játékvezető: Marrufo (egyesült államokbeli) |

| 2009. június 3. 20:00 (UTC–6) |

| Costa Rica                        | 3–1               | Egyesült Államok |
| --------------------------------- | ----------------- | ---------------- |
| Saborío 2' Borges 13' Herrera 68' | (2–0) Jegyzőkönyv | Donovan 90'      |

| Ricardo Saprissa Aymá Stadion, San José Nézőszám: 19 200 Játékvezető: Brizan (Trinidad és Tobagó-i) |

| 2009. június 6. 18:05 (UTC–4) |

| Trinidad és Tobago     | 2–3               | Costa Rica                 |
| ---------------------- | ----------------- | -------------------------- |
| Edwards 30' Samuel 63' | (1–1) Jegyzőkönyv | Saborío 40' Borges 52' 69' |

| Dwight Yorke Stadion, Bacolet Nézőszám: 8 000 Játékvezető: Campbell (jamaicai) |

| 2009. június 6. 19:27 (UTC–5) |

| Egyesült Államok                     | 2–1               | Honduras  |
| ------------------------------------ | ----------------- | --------- |
| Donovan 41' (11-esből) Bocanegra 67' | (1–1) Jegyzőkönyv | Costly 4' |

| Soldier Field, Chicago Nézőszám: 55 647 Játékvezető: Morales (mexikói) |

| 2009. június 6. 19:00 (UTC–6) |

| Salvador                                | 2–1               | Mexikó                |
| --------------------------------------- | ----------------- | --------------------- |
| Martínez 12' Quintanilla 85' (11-esből) | (1–0) Jegyzőkönyv | Blanco 71' (11-esből) |

| Cuscatlán Stadion, San Salvador Nézőszám: 33 000 Játékvezető: Quesada (Costa Rica-i) |

| 2009. június 10. 20:30 (UTC–5) |

| Mexikó              | 2–1               | Trinidad és Tobago |
| ------------------- | ----------------- | ------------------ |
| Franco 2' Rojas 48' | (1–1) Jegyzőkönyv | Tinto 45+1'        |

| Azték Stadion, Mexikóváros Nézőszám: 92 000 Játékvezető: Pineda (hondurasi) |

| 2009. június 10. 19:30 (UTC–6) |

| Honduras  | 1–0               | Salvador |
| --------- | ----------------- | -------- |
| Pavón 13' | (1–0) Jegyzőkönyv |          |

| Olimpiai Stadion, San Pedro Sula Nézőszám: 28 000 Játékvezető: Toledo (egyesült államokbeli) |

| 2009. augusztus 12. 15:00 (UTC-5) |

| Mexikó                  | 2–1               | Egyesült Államok |
| ----------------------- | ----------------- | ---------------- |
| I. Castro 19' Sabah 82' | (1–1) Jegyzőkönyv | Davies 9'        |

| Azték Stadion, Mexikóváros Nézőszám: 104 499 Játékvezető: Moreno (panamai) |

| 2009. augusztus 12. 19:30 (UTC-4) |

| Trinidad és Tobago | 1–0               | Salvador |
| ------------------ | ----------------- | -------- |
| Glen 7'            | (1–0) Jegyzőkönyv |          |

| Hasely Crawford Stadion, Port of Spain Nézőszám: 16 000 Játékvezető: Vaughn (egyesült államokbeli) |

| 2009. augusztus 12. 19:30 (UTC–6) |

| Honduras                                     | 4–0               | Costa Rica |
| -------------------------------------------- | ----------------- | ---------- |
| Costly 30' 90+2' Pavón 51' M. Valladares 89' | (1–0) Jegyzőkönyv |            |

| Olimpiai Stadion, San Pedro Sula Nézőszám: 30 000 Játékvezető: Marco Rodríguez (mexikói) |

| 2009. szeptember 5. 18:11 (UTC–6) |

| Egyesült Államok           | 2–1               | Salvador     |
| -------------------------- | ----------------- | ------------ |
| Dempsey 40' Altidore 45+2' | (2–1) Jegyzőkönyv | Castillo 31' |

| Rio Tinto Stadion, Sandy Nézőszám: 19 066 Játékvezető: Pineda (hondurasi) |

| 2009. szeptember 5. 19:00 (UTC–6) |

| Honduras                            | 4–1               | Trinidad és Tobago |
| ----------------------------------- | ----------------- | ------------------ |
| Pavón 19' 27' Guevara 61' Suazo 83' | (2–0) Jegyzőkönyv | Baptiste 85'       |

| Tiburcio Carías Andino Stadion, Tegucigalpa Nézőszám: 38 000 Játékvezető: Geiger (egyesült államokbeli) |

| 2009. szeptember 5. 20:00 (UTC–6) |

| Costa Rica | 0–3               | Mexikó                                 |
| ---------- | ----------------- | -------------------------------------- |
|            | (0–1) Jegyzőkönyv | dos Santos 45' Franco 61' Guardado 70' |

| Ricardo Saprissa Aymá Stadion, San José Nézőszám: 20 000 Játékvezető: Brizan (Trinidad és Tobagó-i) |

| 2009. szeptember 9. 19:11 (UTC-4) |

| Trinidad és Tobago | 0–1               | Egyesült Államok |
| ------------------ | ----------------- | ---------------- |
|                    | (0–0) Jegyzőkönyv | Clark 61'        |

| Hasely Crawford Stadion, Port of Spain Nézőszám: 4 700 Játékvezető: Aguilar (salvadori) |

| 2009. szeptember 9. 19:00 (UTC–6) |

| Salvador       | 1–0               | Costa Rica |
| -------------- | ----------------- | ---------- |
| Corrales 90+1' | (0–0) Jegyzőkönyv |            |

| Cuscatlán Stadion, San Salvador Nézőszám: 18 000 Játékvezető: Archundia (mexikói) |

| 2009. szeptember 9. 20:00 (UTC-5) |

| Mexikó                | 1–0               | Honduras |
| --------------------- | ----------------- | -------- |
| Blanco 76' (11-esből) | (0–0) Jegyzőkönyv |          |

| Azték Stadion, Mexikóváros Nézőszám: 97 897 Játékvezető: Campbell (jamaicai) |

| 2009. október 10. 17:00 (UTC-5) |

| Mexikó                                                  | 4–1               | Salvador     |
| ------------------------------------------------------- | ----------------- | ------------ |
| González 26' (öngól) Blanco 71' Palencia 85' Vela 90+1' | (1–0) Jegyzőkönyv | Martínez 88' |

| Azték Stadion, Mexikóváros Nézőszám: 104 000 Játékvezető: Batres (guatemalai) |

| 2009. október 10. 20:00 (UTC–6) |

| Costa Rica                                    | 4–0               | Trinidad és Tobago |
| --------------------------------------------- | ----------------- | ------------------ |
| James 27' (öngól) Centeno 50' Saborío 61' 63' | (1–0) Jegyzőkönyv | James 66′          |

| Ricardo Saprissa Aymá Stadion, San José Nézőszám: 10 000 Játékvezető: Marrufo (egyesült államokbeli) |

| 2009. október 10. 20:00 (UTC-6) |

| Honduras        | 2–3               | Egyesült Államok          |
| --------------- | ----------------- | ------------------------- |
| de León 46' 77' | (0–0) Jegyzőkönyv | Casey 54' 65' Donovan 71' |

| Olimpiai Stadion, San Pedro Sula Nézőszám: 37 000 Játékvezető: Moreno (panamai) |

| 2009. október 14. 20:05 (UTC-4) |

| Trinidad és Tobago          | 2–2               | Mexikó                  |
| --------------------------- | ----------------- | ----------------------- |
| Baptiste 23' (11-esből) 61' | (1–0) Jegyzőkönyv | Esqueda 57' Salcido 65' |

| Hasely Crawford Stadion, Port of Spain Nézőszám: 2 000 Játékvezető: Walter Quesada (Costa Rica-i) |

| 2009. október 14. 18:05 (UTC-6) |

| Salvador | 0–1               | Honduras  |
| -------- | ----------------- | --------- |
|          | (0–0) Jegyzőkönyv | Pavón 64' |

| Cuscatlán Stadion, San Salvador Nézőszám: 28 000 Játékvezető: Salazar (egyesült államokbeli) |

| 2009. október 14. 20:05 (UTC-4) |

| Egyesült Államok            | 2–2               | Costa Rica   |
| --------------------------- | ----------------- | ------------ |
| Bradley 71' Bornstein 90+4' | (0–2) Jegyzőkönyv | Ruiz 20' 23' |

| Kennedy Memorial Stadion, Washington Nézőszám: 26 243 Játékvezető: Benito Archundia (mexikói) |

## Gólszerzők
A 30 mérkőzés során a csapatok 88 gólt szereztek, amely átlagosan 2,93 gólnak felel meg mérkőzésenként.
7 gólos
| - Carlos Pavón |

5 gólos
| - Jozy Altidore | - Carlo Costly |  |

4 gólos
| - Álvaro Saborío |

3 gólos
| - Celso Borges - Michael Bradley | - Landon Donovan - Cuauhtémoc Blanco | - Kerry Baptiste |

2 gólos
| - Walter Centeno - Andy Furtado - Bryan Ruiz - Conor Casey | - Julio César de León - Guillermo Franco - Cristian Castillo - Julio Martínez | - Osael Romero - Eliseo Quintanilla - Carlos Edwards |

1 gólos
| - Pablo Herrera - Carlos Bocanegra - Jonathan Bornstein - Ricardo Clark - Charlie Davies - Clint Dempsey - Frankie Hejduk - Amado Guevara - David Suazo - Melvin Valladares | - Omar Bravo - Nery Castillo - Israel Castro - Giovani dos Santos - Enrique Esqueda - Andrés Guardado - Francisco Palencia - Pável Pardo - Óscar Rojas | - Miguel Sabah - Carlos Salcido - Carlos Vela - Rudis Corrales - Cornell Glen - Khaleem Hyland - Collin Samuel - Hayden Tinto - Dwight Yorke |

Öngólos
| - Marvin González ( Mexikó ellen) | - Julius James ( Costa Rica ellen) |  |